# Bettendorf (Luxemburgo)
Bettendorf (en Luxemburgués: Bettenduerf) es una comuna en el este del Cantón de Diekirch, en Luxemburgo. Se ubica cerca del paso del Río Sûre, afluente del Río Moselle. Es parte del Distrito de Diekirch. 
En el poblado se encuentra el Castillo de Bettendorf, un castillo de estilo barroco, construido en 1728.

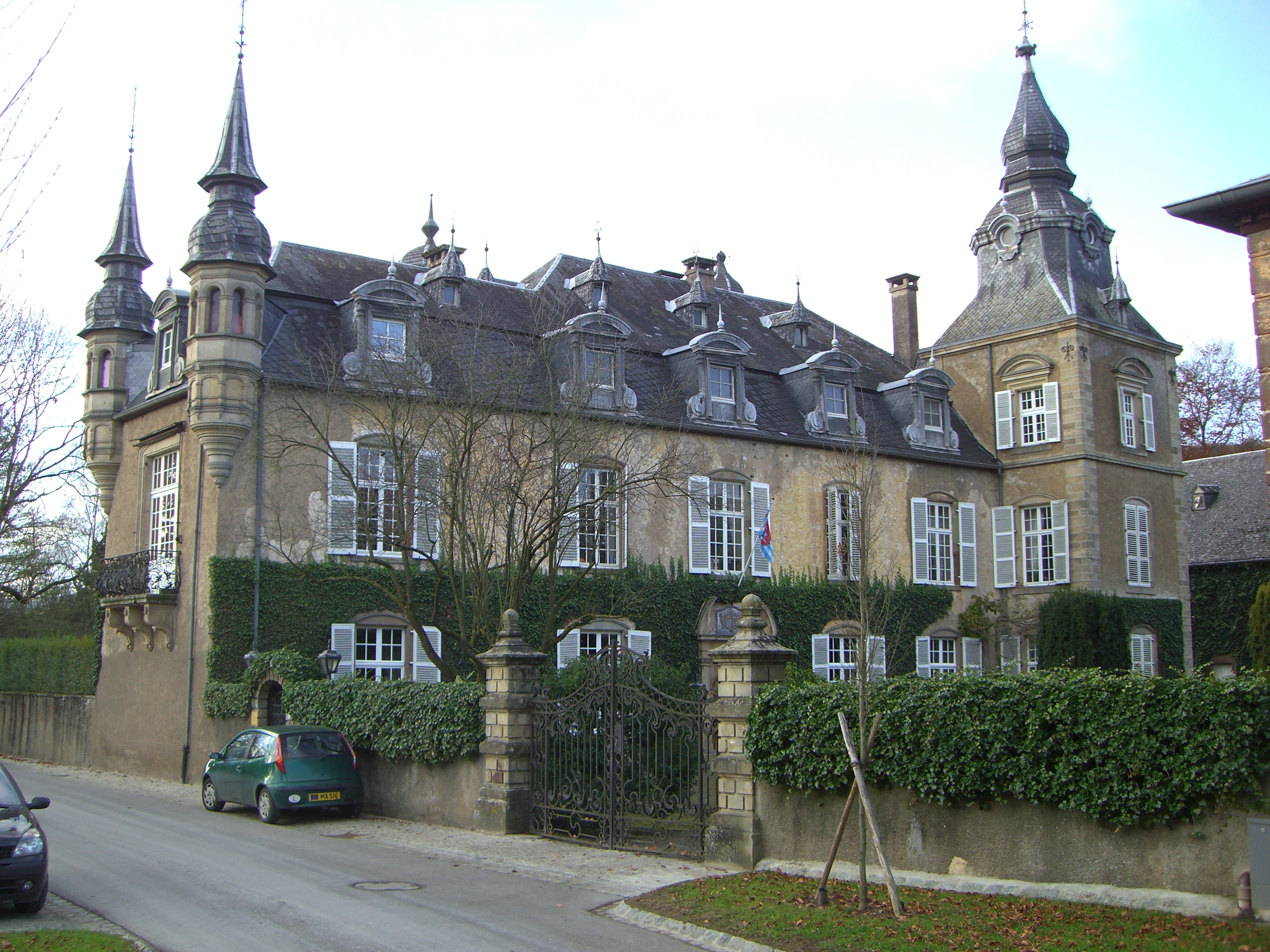
Castillo de Bettendorf